# Lalibela

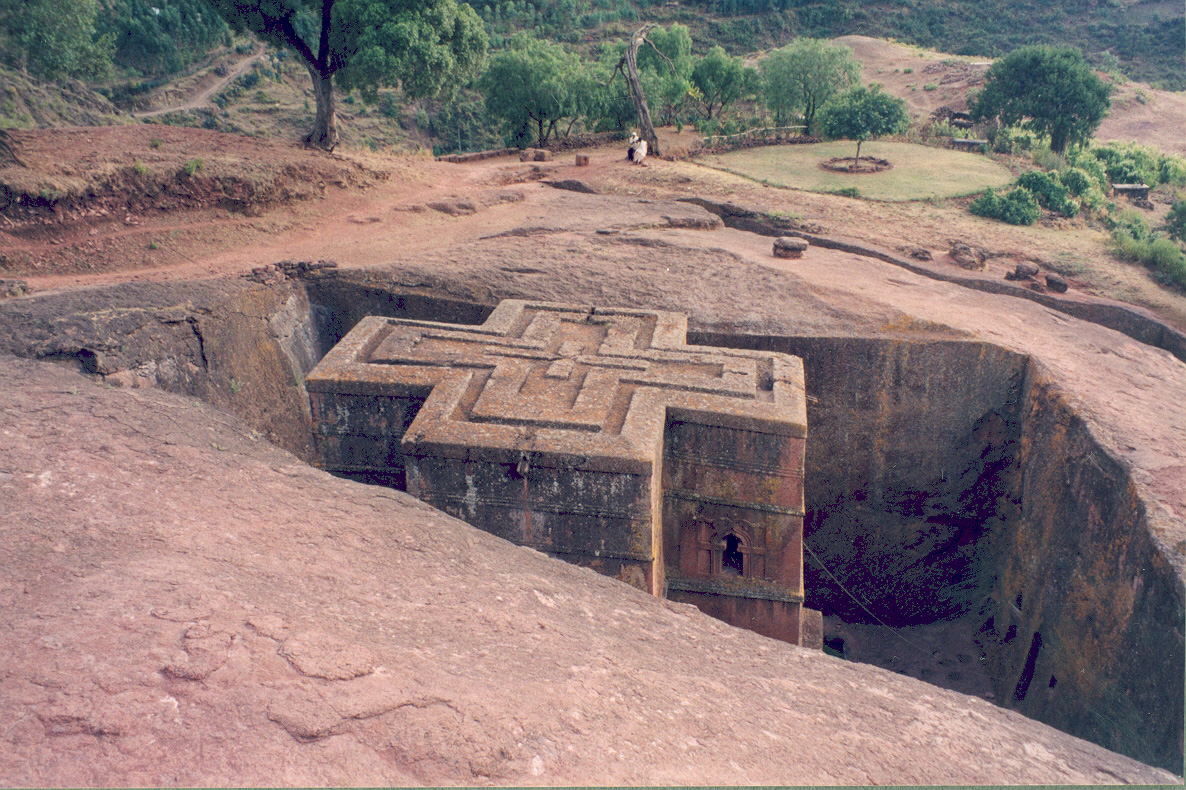
Iglesia de San Jorge en Lalibela, Etiopía.

Lalibela es una ciudad monástica del norte de Etiopía, la segunda ciudad santa del país, después de Aksum; es un importante centro de peregrinación. Su población pertenece casi en su totalidad a la Iglesia ortodoxa etíope. 
Está situada en el estado federado de Amhara, a 2500 m s. n. m. Según la Agencia Central de Estadística de Etiopía, su población en 2005 era de 14.668, 7.049 hombres y 7.619 mujeres.
Lalibela, antiguamente llamada Roha, fue la capital de la dinastía Zagüe. Recibió su nombre actual del rey Gebra Maskal Lalibela (1172-1212), canonizado por la Iglesia etíope, que quiso construir en la ciudad una nueva Jerusalén en respuesta a la conquista de Tierra Santa por los musulmanes. Muchos de sus edificios históricos tomaron su nombre de edificios en aquella ciudad.
La ciudad alberga las famosas iglesias talladas en la roca de Lalibela, construidas durante el reinado de Gebra Maskal Lalibela y declaradas Patrimonio de la Humanidad por la Unesco en 1978. La más emblemática es la de Beta Girorgios (La casa de San Jorge) con planta de cruz griega y quince metros de altura, tallada íntegramente en la roca.
Cerca de las iglesias se encuentran el monasterio de Ashetan Maryam y la iglesia de Yemrehana Krestos, del siglo XI, construida al estilo axumita, albergada en una cueva.

## Historia
Durante el reinado de Gebre Mesqel Lalibela, miembro de la dinastía Zagwe que gobernó Etiopía a finales del siglo XII y principios del XIII, la actual ciudad de Lalibela era conocida como Roha. El nombre del santo-rey se debe a que se dice que un enjambre de abejas lo rodeó al nacer, lo que su madre tomó como una señal de su futuro reinado como emperador de Etiopía. Se dice que los nombres de varios lugares de la ciudad moderna y la disposición general de las propias iglesias excavadas en la roca imitan los nombres y patrones observados por Lalibela durante el tiempo que pasó de joven en Jerusalén y Tierra Santa.
Se dice que Lalibela, venerado como santo, visitó Jerusalén e intentó recrear una nueva Jerusalén como capital en respuesta a la toma de la antigua Jerusalén por los musulmanes en 1187. Cada iglesia fue tallada en una sola pieza de roca para simbolizar la espiritualidad y la humildad. La fe cristiana inspiró que muchos elementos recibieran nombres bíblicos; incluso el río de Lalibela se conoce como río Jordán. Lalibela fue la capital de Etiopía desde finales del siglo XII hasta el XIII.
El primer europeo conocido que vio estas iglesias fue el explorador Portugués Pêro da Covilhã (1460-1526). Un sacerdote portugués, Francisco Álvares (1465-1540), acompañó al embajador portugués en una visita a Dawit II en la década de 1520. Álvares describió las singulares estructuras de la iglesia de la siguiente manera: "Me canso de escribir más sobre estos edificios, porque me parece que no seré creído si escribo más ... Juro por Dios, en cuyo poder estoy, que todo lo que he escrito es la verdad".

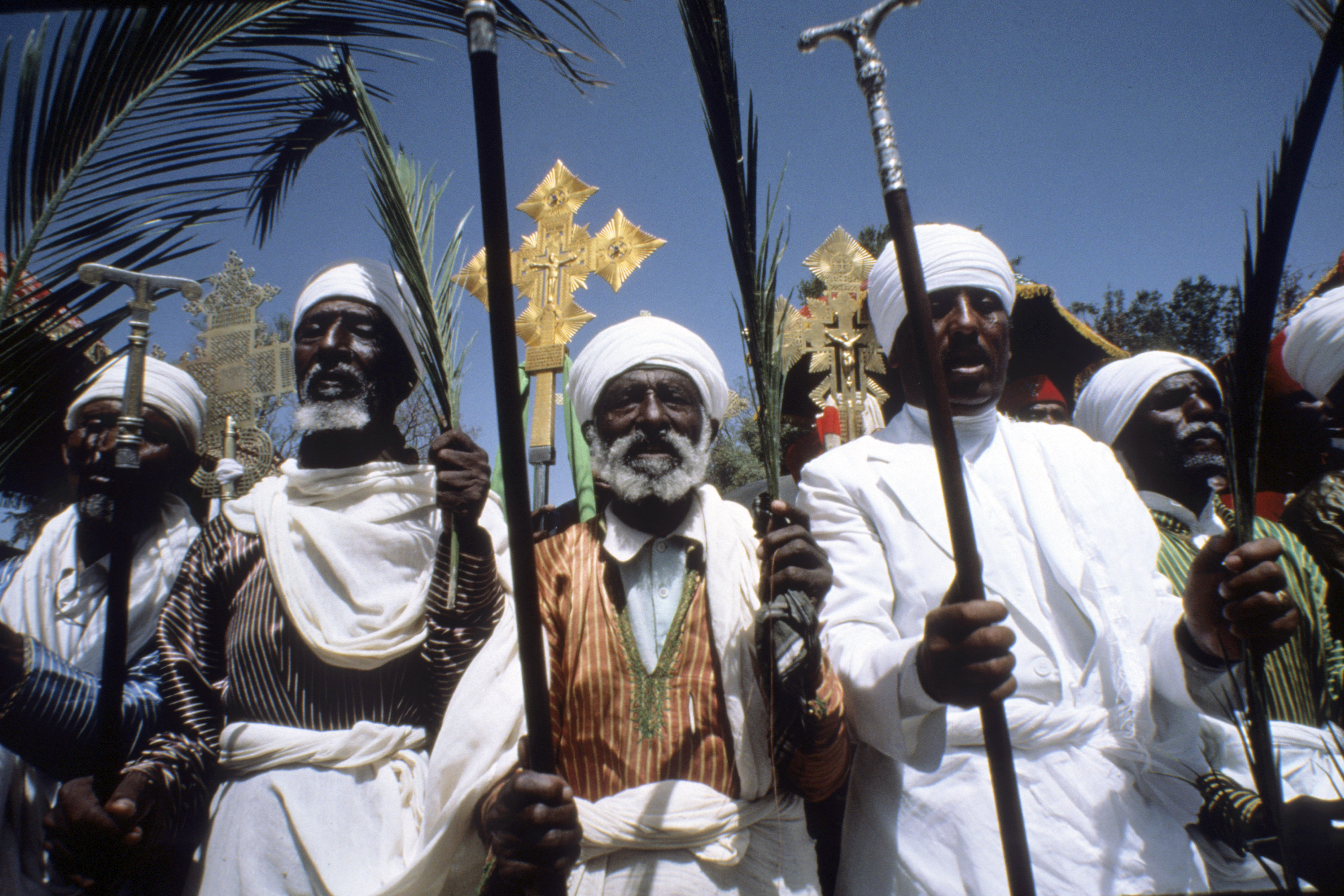
Sacerdotes ortodoxos etíopes celebrando una procesión en Lalibela

Aunque Ramuso incluyó los planos de varias de estas iglesias en su impresión de 1550 del libro de Álvares, se desconoce quién le proporcionó los dibujos. El siguiente visitante europeo de Lalibela del que se tiene noticia fue Miguel de Castanhoso, que fue soldado a las órdenes de Cristóvão da Gama y salió de Etiopía en 1544. Después de Castanhoso, pasaron más de 300 años hasta que otro europeo, Gerhard Rohlfs, visitó Lalibela en algún momento entre 1865 y 1870.
Según el Futuh al-Habaša de Sihab ad-Din Ahmad, Ahmad ibn Ibrahim al-Ghazi quemó una de las iglesias de Lalibela durante su invasión de Etiopía. Sin embargo, Richard Pankhurst ha expresado su escepticismo al respecto, señalando que aunque Sihab ad-Din Ahmad proporcionó una descripción detallada de una iglesia excavada en la roca ("Fue tallada en la montaña. Sus pilares también fueron tallados en la montaña"), sólo se menciona una iglesia; Pankhurst añade que "lo que tiene de especial Lalibela, (como todo turista sabe), es que es el lugar donde se encuentran unas once iglesias rupestres, no sólo una, ¡y todas están más o menos a un tiro de piedra unas de otras!"
Pankhurst también señala que las Crónicas Reales, que mencionan que Ahmad al-Ghazi asoló el distrito entre julio y septiembre de 1531, no dicen nada de que arrasara las legendarias iglesias de esta ciudad. Concluye afirmando que si Ahmad al-Ghazi quemó una iglesia en Lalibela, lo más probable es que fuera Biete Medhane Alem; y si el ejército musulmán se equivocó o fue engañado por los lugareños, entonces la iglesia a la que prendió fuego fue Gannata Maryam, "10 millas [16 km] al este de Lalibela, que igualmente tiene una columnata de pilares cortados de la montaña. "

### Guerra de Tigray
A principios de agosto de 2021, los combatientes alineados con el TPLF capturaron la ciudad durante la Guerra de Tigray. El 1 de diciembre de 2021, el gobierno etíope afirmó haber recuperado la ciudad. Borkena informó, que la victoria sobre el TPLF en la ciudad de Gashena jugó un papel vital en la recaptura de Lalibela por las Fuerzas Especiales del ENDF, Amhara, y milicia. La ciudad fue reconquistada de nuevo por el TPLF el 12 de diciembre. El 19 de diciembre, los medios de comunicación estatales etíopes anunciaron que la ciudad había sido reconquistada por segunda vez, aunque no estaba claro cuándo.

## Iglesias

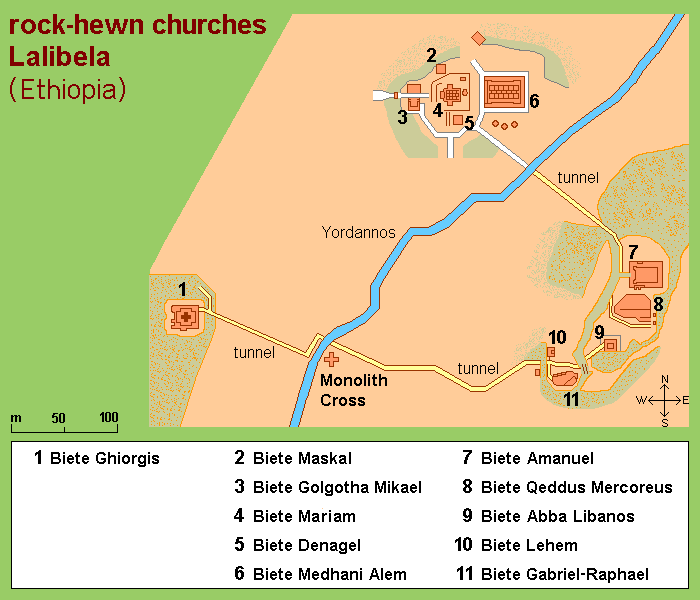
Mapa de la zona de Lalibela

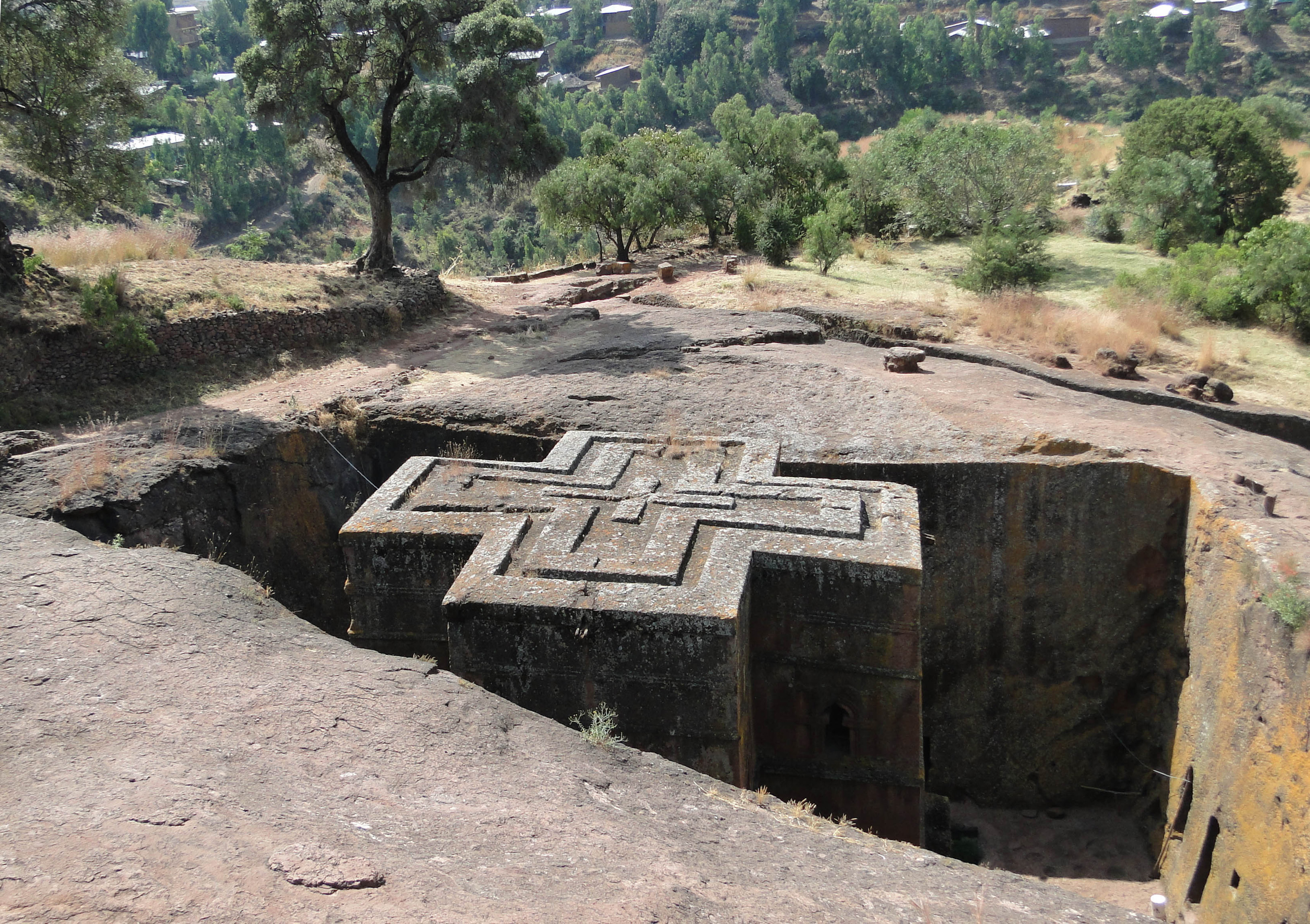
Iglesia de San Jorge excavada en las colinas rocosas de Lalibela.

Esta ciudad rural es conocida en todo el mundo por sus iglesias talladas en el interior de la tierra a partir de "roca viva", que desempeñan un papel importante en la historia de la arquitectura tallada en la roca. Aunque la datación de las iglesias no está bien establecida, se cree que la mayoría fueron construidas durante el reinado de Lalibela, concretamente durante los siglos XII y XIII. La Unesco identifica 11 iglesias, reunidas en cuatro grupos:
El Grupo Norte: 
- Biete Medhane Alem (Casa del Salvador del Mundo), donde se encuentra la Cruz de Lalibela. (Aquí está el modelo 3D de Biete Medhane Alem)
- Biete Maryam (Casa de Miriam/Casa de María), posiblemente la más antigua de las iglesias, y una réplica de las Tumbas de Adán y Cristo.[16] (Aquí está el modelo 3D de Biete Mariam)
- Biete Golgotha Mikael (Casa de Golgotha Mikael), conocida por sus artes y de la que se dice que contiene la tumba del rey Lalibela)
- Biete Meskel (Casa de la cruz)
- Biete Denagel (Casa de las Vírgenes)

El grupo occidental: 
- Iglesia de San Jorge, considerada como la iglesia mejor ejecutada y conservada (Aquí el Modelo 3D de San Jorge)

El grupo oriental: 
- Biete Amanuel (Casa de Emanuel), posiblemente la antigua capilla real. (Aquí el Modelo 3D de Biete Amanuel)
- Biete Qeddus Mercoreus (Casa de San Mercurio/Casa de Marcos Evangelista), que puede ser una antigua cárcel
- Biete Abba Libanos (Casa del Abad Libanos) (Aquí el modelo 3D de Biete Abba Libanos)
- Biete Gabriel-Rufael (Casa de los ángeles Gabriel, y Raphael) posiblemente un antiguo palacio real, vinculado a una panadería sagrada.
- Biete Lehem ("Belén", en hebreo: בֵּית לֶחֶם‎ "Casa del Pan").

Más lejos, se encuentran el monasterio de Ashetan Maryam y la iglesia de Yemrehana Krestos (posiblemente del siglo XI, construida a la manera aksumita, pero dentro de una cueva).
Existe cierta controversia sobre la fecha de construcción de algunas de las iglesias. David Buxton estableció la cronología generalmente aceptada, señalando que "dos de ellas siguen, con gran fidelidad de detalles, la tradición representada por Debra Damo modificada en Yemrahana Kristos." Dado que el tiempo empleado en tallar estas estructuras en la roca viva debió de llevar más tiempo que las pocas décadas del reinado del rey Lalibela, Buxton supone que el trabajo se extendió hasta el siglo XIV. Sin embargo, David Phillipson, profesor de arqueología africana en la Universidad de Cambridge, ha propuesto que las iglesias de Merkorios, Gabriel-Rufael y Danagel fueron inicialmente talladas en la roca medio milenio antes, como fortificaciones u otras estructuras palaciegas en los últimos días del Reino de Axum, y que el nombre de Lalibela simplemente pasó a asociarse con ellas tras su muerte. Por otro lado, el historiador local Getachew Mekonnen atribuye a Gebre Mesqel Lalibela, la reina de Lalibela, la construcción de una de las iglesias excavadas en la roca, Biete Abba Libanos, como monumento a su marido tras su muerte.
Al contrario de lo que afirman escritores de pseudoarqueólogo como Graham Hancock, Buxton afirma que las grandes iglesias excavadas en la roca de Lalibela no se construyeron con la ayuda de los templarios, asegurando que existen abundantes pruebas que demuestran que fueron producidas únicamente por la civilización etíope medieval. Por ejemplo, aunque Buxton señala la existencia de una tradición según la cual "los abisinios invocaron la ayuda de los extranjeros" para construir estas iglesias monolíticas, y admite que "hay claros signos de influencia copta en algunos detalles decorativos" (lo que no es de extrañar, dados los vínculos teológicos, eclesiásticos y culturales entre las iglesias ortodoxas tewahedo y coptas ortodoxas. Iglesias), se muestra inflexible sobre los orígenes autóctonos de estas creaciones: "Pero el hecho significativo sigue siendo que las iglesias rupestres continúan siguiendo el estilo de los prototipos locales construidos, que a su vez conservan una clara evidencia de su origen básicamente axumita".
Las iglesias son también una importante hazaña de ingeniería, dado que todas están asociadas al agua (que llena los pozos junto a muchas de las iglesias), aprovechando un sistema geológico artesiano que lleva el agua hasta la cima de la cresta de la montaña sobre la que se asienta la ciudad.

## La leyenda de Lalibela
Según la leyenda, en el siglo XIII , el rey Lalibela recibió la misión divina de construir diez iglesias de una sola piedra. Para ello, recibió la ayuda de los ángeles que ayudaron a los trabajadores durante el día y continuaron durante la noche. Así nació el sitio y recibió el nombre del rey fundador, Lalibela. En una de las iglesias hay un altar que lleva una inscripción en ge'ez, la lengua litúrgica etíope. Allí está escrito “Ángel Gabriel, intercede por mí y dame, en participación, tu reino. Para mí, tu siervo, el pecador tiene la culpa. Lalibela. Amén. Es una dedicatoria, una oración que el Rey Lalibela dirige al Arcángel Gabriel dedicándole este altar. En la misma iglesia había un manuscritoen el que aparecía una donación del rey Lalibela para el mantenimiento del clero de las iglesias. Por lo tanto, es tanto el patrocinador como el benefactor de todas estas iglesias. No solo transformó edificios antiguos en iglesias, también los creó desde cero, como Bete Giyorgis.
Es en Bete-Gologota donde se encuentra hoy la tumba del rey. Detrás de una cortina, la tumba del rey es una reliquia bien guardada . Solo el sacerdote a cargo de esta iglesia tiene acceso a ella. Pero algunas fotos fueron tomadas por un arquitecto de la UNESCO en la década de 1960. Vemos una figura yacente que representa a Cristo, coronada por arcángeles. Se dice que la tumba de Lalibela está cerca, pero no es visible. Sólo una descripción fue escrita en el siglo XVI por el Padre Francisco-Álvarez, evocando una criptacavado en la tierra y cubierto con una piedra. Peregrinos, pero también muchos cristianos, vienen aquí para recibir un poco de polvo sagrado de la tumba de Lalibela. Se entrega de la mano del sacerdote, que es el único que puede distribuirlo. Este polvo tiene la virtud de curar a los enfermos que tienen fe. El rey Lalibela ha sido reconocido como santo por la Iglesia etíope desde finales del siglo XV. Esta es la razón por la que el polvo de su tumba permite obrar milagros. La dinastía reinante en ese momento se aseguró de que creciera el culto al rey Lalibela y, de alguna manera, utilizó este culto para elevar la imagen de la realeza etíope en general. Cada año, decenas de miles de peregrinos vienen de todo el país para honrar su memoria y celebrar las grandes fiestas cristianas ortodoxas y, en ocasiones, para ser enterrados más cerca de este rey legendario.